# Улица Розы Люксембург (Тверь)
Улица Ро́зы Люксембу́рг — улица в Заволжском районе Твери. Одна из главных улиц исторической части города Затверечье.

## География
Улица Розы Люксембург начинается от Екатерининского монастыря и продолжается в северо-восточном направлении. Пересекает улицы Новая Заря, Пленкина, 1-ю Александра Невского, 2-ю Александра Невского, Затверецкий бульвар, 2-ю Новозаводскую улицу, Добролюбова, Белинского, Маяковского, Котовского, после чего упирается в улицу Академика Туполева. К улице Розы Люксембург примыкают улицы Михаила Круга и Архитекторов.
Общая протяжённость улицы Розы Люксембург составляет 1,7 км.

## История
Улица Розы Люксембург была проведена в конце XVIII века как одна из главных улиц Затверечья. С её начала шла дорога на наплавной мост через реку Тверцу.
Называлась Сергиевской улицей по храму Сергия Радонежского.
Застраивалась малоэтажными частными домами. В 1830 году была переименована в Воскресенский переулок по другому названию того же храма. Население не принимало нового наименования, в дальнейшем снова употреблялось название Сергиевская улица.
В начале XX века жилая застройка распространилась по нечётную сторону. На чётной стороне была построена конная скотобойня. Продолжение улицы за скотобойней стало называться Бели-Кушальским трактом.
В 1919 году Сергиевская улица была переименована советскими властями в честь Розы Люксембург, но до 1938 года употреблялось также прежнее название.
В 1972 году на углу с улицей Котовского было построено здание Рембыттехники.

## Здания и сооружения
Здания и сооружения улицы, являющиеся объектами культурного наследия:
- Дом 6  памятник архитектуры. Дом жилой, 1-я треть XIX века.
- Дом 15  памятник архитектуры. Дом жилой, 2 половина XIX века.
- Дом 19 — храм Сергия Радонежского, 1731 год.  памятник архитектуры (федеральный).